# Милован Јелић
Милован Јелић (Блишково, код Бијелог Поља, 12. децембар 1914 – април 1942), учесник Народноослободилачке борбе и народни херој Југославије.

## Биографија
Родио се у селу Блишково, код Бијелог Поља, 12. децембра 1914. године у сељачкој породици. Основну школу је завршио у родном месту, а гимназију у Пљевљима. Још као гимназијалац пришао је Радничком покрету, а након тога је уписао Правни факултет у Београду где се истакао у разним акцијама омладинског покрета. У КПЈ је примљен 1940. године.
Капитулација Југосславије га је затекла у Блишкову. Одмах је почео да прикупља оружје и окупља народ на устанак. У Павином Пољу је оформио оружану формацију која је првих дана устанка порушила све мостове у кањону Тијешња до Кракалоча. Павинопољски батаљон је упућен у Пријепоље како би се борио против усташа. Милован је изабран за комесара. Највећу храброст је исказао приликом уништења италијанског упоришта на Рибаревини. Због великог прилива бораца формиран је Бјелопољски партизански одред, а он је изабран за команданта Првог ударног батаљона. Са батаљоном је водио тешке борбе против четника Павла Ђуришића.
Крајем јануара четничке и италијанске снаге су продрле на слободну територију бјелопољског среза и тада је неким партизанским јединица запретило опкољавање. Захваљујући сналажљивошћу и упорношћу Јелића који је штитио одступницу непријатељске снаге то нису успеле да учине. Батаљон је показао херојство на Мумином кршу бранећи одступницу. У фебруару 1942. године добио је задатак да уништи групу четничких официра Павла Ђуришића што је и извршио у селу Коврену. Четници су половином априла извршили неколико напада на партизанске јединице. Штаб одреда је послао против њих Први батаљон на челу са Милованом Јелићем. Четници су били опкољени и уништени, али је у последњем нападу погинуо Милован Јелић.
Указом председника ФНР Југославије Јосипа Броза Тита, 27. новембра 1953. године, проглашен је за народног хероја.